# Mark Spoon

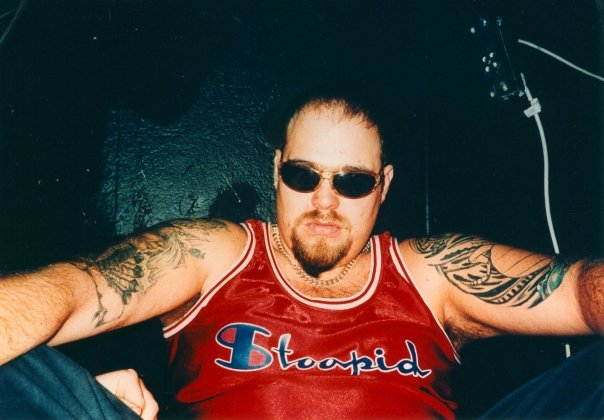
Mark Spoon

Mark Spoon, właśc. Markus Löffel (ur. 27 listopada 1966 we Frankfurcie nad Menem, zm. 11 stycznia 2006 w Berlinie) – niemiecki DJ i twórca muzyki z gatunku trance. Występował również w duecie Jam & Spoon wspólnie z Jamem El Marem. Znany pod pseudonimami: Tokyo Ghetto Pussy, Storm.
Mark Spoon rozpoczynał swoją karierę na początku lat 90. Początkowo jako DJ występował we frankfurckim klubie Sound Factory, związany z wytwórnią Logic Records. W 1991 roku porzucił wytwórnię i otworzył XS Club. W 1992 roku poznał Jama El Mara i nagrał z nim album Tales from a Danceographic Ocean. Pochodzący z tej płyty utwór Stella był jednym z najczęściej granych w klubach całej Europy. Spoonowi przypisuje się również stworzenie najlepszego remiksu w historii muzyki techno. Był nim utwór Age of Love. Między 1993 a 1997 Spoon był często rezydentem klubu Dorian Gray. Kilkakrotnie był też w Polsce. Grał na Nocy Pojednania w Techno Planet (Bielsko-Biała) i w katowickim Spodku na Mayday Polska 2000. Był rezydentem niemieckich klubów: Kraftwerk KW (Monachium), Pleasure Dome (Augsburg), Mach 1 (Norymberga), Airport (Würzburg), Tribehouse (Neuss), U60311 (Frankfurt), Kalkscheune (Berlin).
Zmarł 11 stycznia 2006 na atak serca.

## Dyskografia

### Albumy i single
- Jam & Spoon – Breaks Unit 1 (1991)
- Jam & Spoon – Stella (1992)
- Jam & Spoon – Right In The Night (Fall In Love With Music) (1993)
- Jam & Spoon – Tripomatic Fairytales 2001 (1993)
- Jam & Spoon – Tripomatic Fairytales 2002 (1993)
- Jam & Spoon – Follow Me (1993)
- Jam & Spoon – Find Me (Odyssey To Anyoona) (1994)
- Tokyo Ghetto Pussy – Everybody On The Floor (Pump It) (1994)
- Jam & Spoon – Angel (Ladadi O-Heyo) (1995)
- Jam & Spoon Hands On Yello: You Gotta Say Yes To Another Excess – Great Mission (1995)
- Tokyo Ghetto Pussy – I Kiss Your Lips (1995)
- Tokyo Ghetto Pussy – To Another Galaxy (1996)
- Jam & Spoon – Kaleidoscope (1997)
- Jam & Spoon – Kaleidoscope Skies (1997)
- Jam & Spoon – I Pulled My Gun Once / I Pulled My Gun Twice (1997)
- Storm – Storm (1998)
- Storm – Huri-Khan (1998)
- Storm – Love Is Here To Stay (1999)
- Jam & Spoon – Stella 1999 – 1992 – How Stella Got Her Groove Back (1999)
- Storm – Time To Burn (2000)
- Giorgio Moroder vs Jam & Spoon  – The Chase (2000)
- Jam & Spoon – Be.Angeled (2001)
- Storm – We Love (2001)
- Jam & Spoon – Tripomatic Fairytales 3003 (2004)
- Jam & Spoon – Remixes & Club Classics (2006)

### Remiksy
- Age Of Love – The Age Of Love (1992)
- Moby – The Ultimate Go (1992)
- Dance 2 Trance – Power Of American Natives (1993)
- Frankie Goes To Hollywood – Relax (1993)
- Cosmic Baby – Loops Of Infinity (1994)
- Technotronic – Move This / Get Up (Before The Night Is Over) (1994)
- Pet Shop Boys – Yesterday, When I Was Mad (1994)
- New Order – Blue Monday '95 (1995)
- Yello – Hands On Yello: You Gotta Say Yes To Another Excess – Great Mission (1995)
- Hr3 clubnight – Volume 3 mixed by Mark Spoon (1998)
- Rammstein – Amerika ("So kanns gehen Remix") (2004)
- Paul Van Dyk feat. Wayne Jackson – The Other Side (2005)
- SNAP! – Beauty Queen (Spoon Club Mix) (2005)